# Курочкино (Козловський район)
Ку́рочкино (рос. Курочкино, чув. Курăчкин) — присілок у складі Козловського району Чувашії, Росія. Входить до складу Тюрлеминського сільського поселення.
Населення — 129 осіб (2010; 156 у 2002).
Національний склад:
- росіяни — 72 %
- чуваші — 26 %